# Tamokra
Tamokra (en kabyle : Tamuqra, en Tifinagh ⵜⴰⵎⵓⵇⵔⴰ, en arabe : تمقرة) est une commune de la wilaya de Béjaïa en Algérie, dans la tribu des Aït Aidel. Elle est située à environ de 90 km de Béjaïa, dans la région de Kabylie.

## Géographie

### Situation
| Bouhamza Aït-R'zine | Bouhamza                     | Bouhamza                     |
| Aït-R'zine          | Tamokra                      | El Main (Bordj Bou Arreridj) |
| Ighil Ali           | Djaafra (Bordj Bou Arreridj) | El Main (Bordj Bou Arreridj) |

Tamokra se situe sur le flanc sud de la vallée de Tichy Haf. Elle fait face à Bouhamza de l'autre côté de la vallée (le barrage de Tichy-haf).

### Climat
Tamokra a un climat continental montagnard. Il est particulièrement chaud en été, et froid et neigeux en hiver.

### Faune et flore
La commune de Tamokra est parsemée de petites forêts de pins d'Alep, de caroubier, de chênes ..., dans la plus grande est celle de Adrar Umaẓa, que la commune partage avec celle de El Maïn (Ilmayen), et qui couvre toute la surface de la montagne, ainsi que celle de Adrar Iwulan, qui couvre tout le versant nord de la montagne. Les terres non habitées (lexla) sont presque tous plantées d’oliviers (tizemrin) et des figuiers (tifitwan), les terres plus en altitude quant à elles sont plantées de figuiers de Barbarie (akeṛmus) si elles ne sont pas rocheuses. Les forêts de Tamokra ont beaucoup souffert ces dernières années des incendies de forêts.
Le chacal doré et loup doré (uccen), le chat sauvage (amcic n lexla), le renard roux (ikɛeb), la mangouste ichneumon (izirdliw), la genette (cebbirdu) et le sanglier (Ilef) sont très présents à Tamokra. On trouve aussi quelques animaux imposants comme la hyène rayée (aḍebbiw).
On trouve quelques rongeurs tels que le lièvre (agtul), des reptiles tels que la tortue (afekrun), le lézard (tazermumuyt) et de nombreuses espèces de couleuvres (azrem) ainsi que la vipère de Lataste (talafsa) ; des rapaces tels que l'aigle royal (igider), le faucon (buɛemmar), que des corbeaux et des canards.

### Transports
Une seule ligne de bus désert Tamokra depuis Akbou

### Lieux-dits, quartiers et hameaux
Outre son agglomération chef-lieu Tamokra centre, la commune compte trois principales agglomérations secondaires : Bicher (au sud-ouest du chef-lieu[réf. nécessaire]), Boutouab (à 8 km à l'ouest de Tamokra-centre[réf. nécessaire]) et Tassira (surplombe le chef-lieu à l'est[réf. nécessaire]).
Tamokra compte d'autres localités en zone éparse : Boukhardous (à l'entrée ouest de Tamokra), Amedoune, Toufirt (au sud-est de Tamokra), Tizi Aïdel (à l'est de Tamokra, derrière Adrar Oumaza) et Taourirt (près de Tizi Aidel).[réf. nécessaire]
À l'origine, lors de sa création en 1984, la commune de Tamokra est composée de son chef-lieu Tamokra centre et des localités suivantes : Tighilt, Ouled El Mehdi, Boukhardous El Seghir, Bicher, Boutouab, Wled Ouadhah, Boukherdous El Kebir, Amedoune, Tassira, Toufirt, Tizi Aïdel et Taourirt.

### Urbanisme
- Tighilt (Tiɣilt "la crête en kabyle")[réf. nécessaire]
- Aït El Mehdi (At Lmehdi)[réf. nécessaire]
- Aït El Ouadhah (At Lwaḍeḥ)[réf. nécessaire]
- Loudha Iherkan (Luḍa Iḥerqan "Le Plateu des champs en Kabyle")[réf. nécessaire]
- Igroufa (Igrufa)[réf. nécessaire]

## Administration et politique
La commune dispose d'une caserne de gendarmerie et d'une garde communale.[réf. nécessaire]

## Économie
En hiver, la collecte d'olives permet à Tamokra d'assurer toute l'année en huile d'olive. Outre l'oléiculture, la station thermale de Hammam Sidi Yahia El Aidli est aussi une source de revenus pour Tamokra. Sont aussi cultivées, les figues (fraiches et séchées), les figues de Barbarie et les raisins.

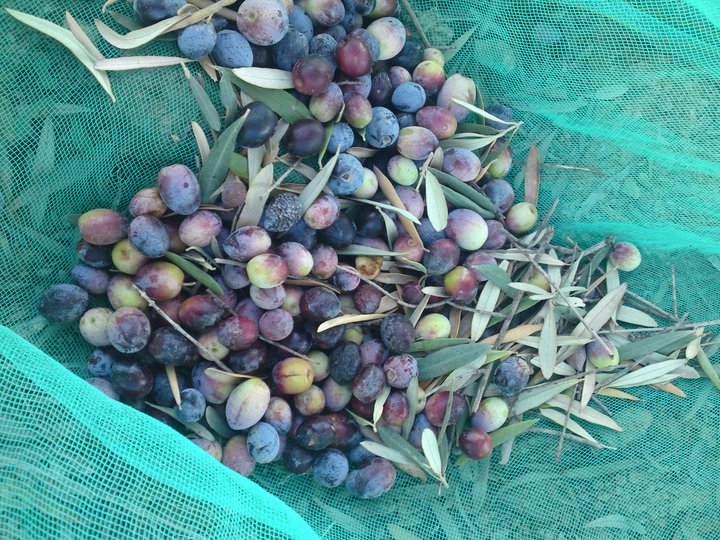
Cueillette d'olive

## Patrimoine
La zaouia de Tamokra conserve de nombreux manuscrits, héritage du saint personnage de la région : Sidi Yahia Aâdli.

## Personnalités
- Mohamed Tahar Aït Aldjet (ar) (1917 - 13 juin 2023), un ouléma du malékisme, cheikh de la zawiya de Sidi Yahia El Aidli, à Tomokra, y est né et vit jusqu'à sa mort à Alger[4],[5].
- Cheikh El Gaher
- Sidi Yahia El Aidli

## Sources, notes et références
1. ↑  « Wilaya de Béjaïa : répartition de la population résidente des ménages ordinaires et collectifs, selon la commune de résidence et la dispersion ». Données du recensement général de la population et de l'habitat de 2008 sur le site de l'ONS.
2. ↑  Achour Cheurfi, Dictionnaire des localités algériennes : villes, villages, hameaux, qsars et douars, mechtas et lieux-dits, Alger, Casbah Éditions, 2011, 1213 p. (ISBN 978-9961-64-336-5), p. 1076
3. ↑  « Décret no 84-365 du 1er novembre 1984 fixant la composition, la consistance et les limites territoriales des communes », Journal officiel de la République algérienne démocratique et populaire, no 67,‎ 19 décembre 1984, p. 1488 (lire en ligne).
4. ↑  Algérie : VIP 2011, sur le site almanach-dz.com.
5. ↑  Mehdi Bsikri, « Inquiétante poussée du salafisme en Algérie », El Watan, no 6359,‎ 19 septembre 2011 (ISSN 1111-0333, lire en ligne)

## Galerie

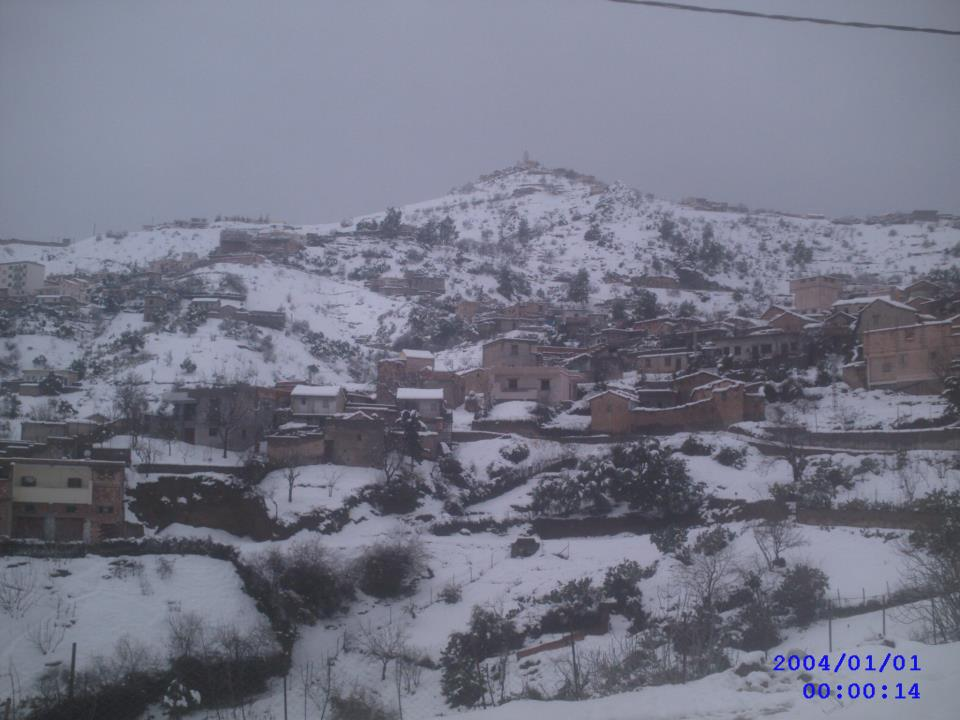
Tamokra en Hiver
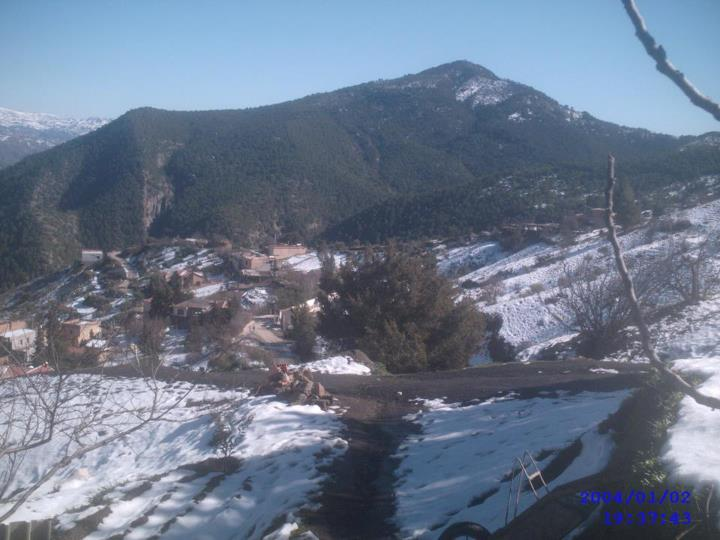
Adrar Oumaza
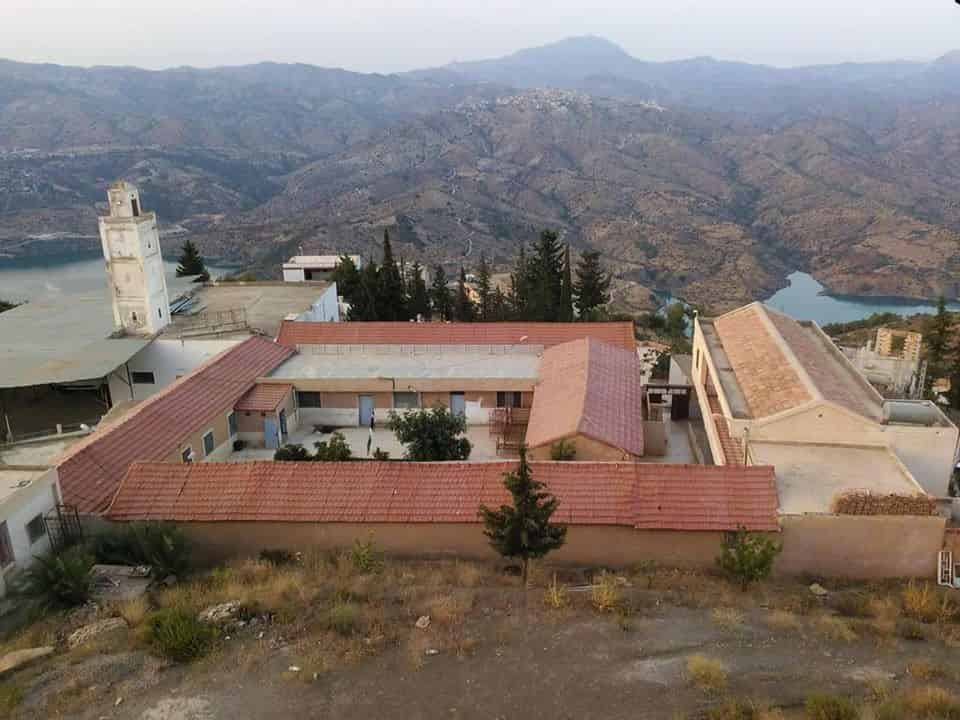
La zawïa de Sidi Yahia El Aidli
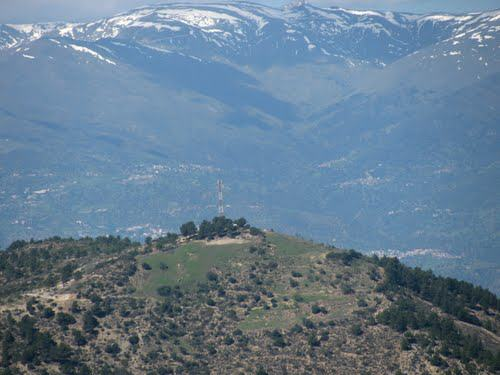
Le mont Iwulan "Adrar Iwulan"
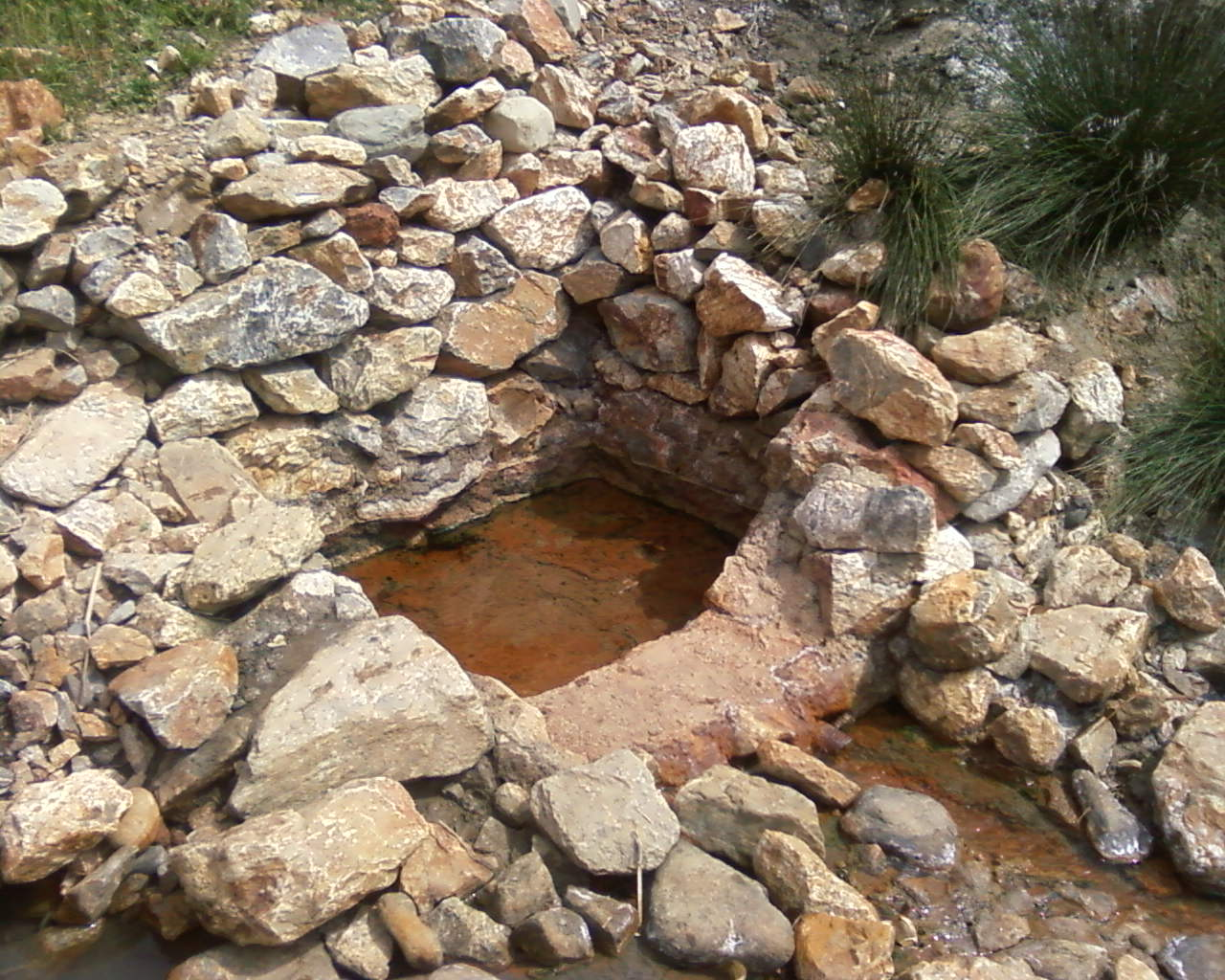
Source thermale "Taḥemmamt Uǧeǧǧiḍ"
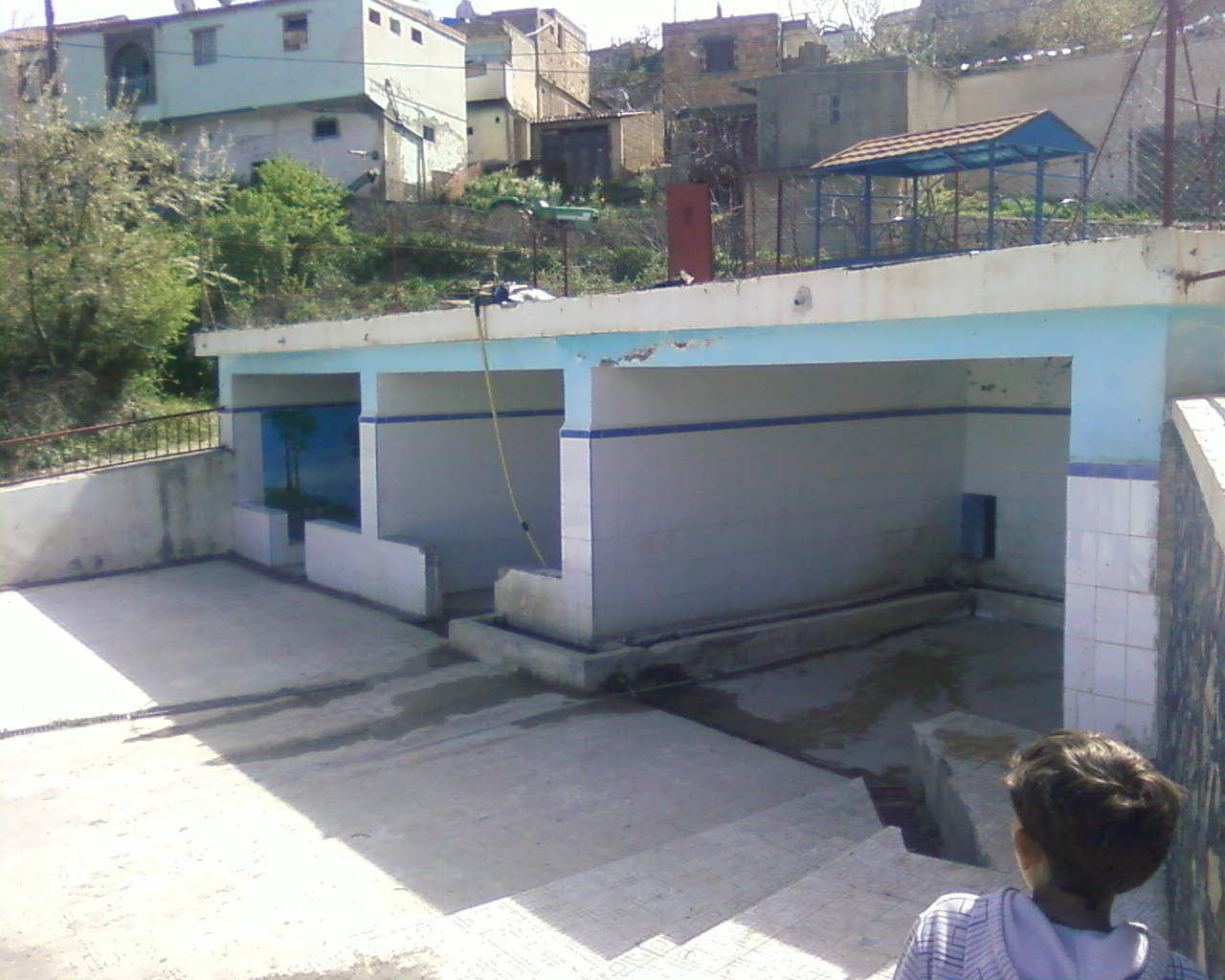
Agoulmim
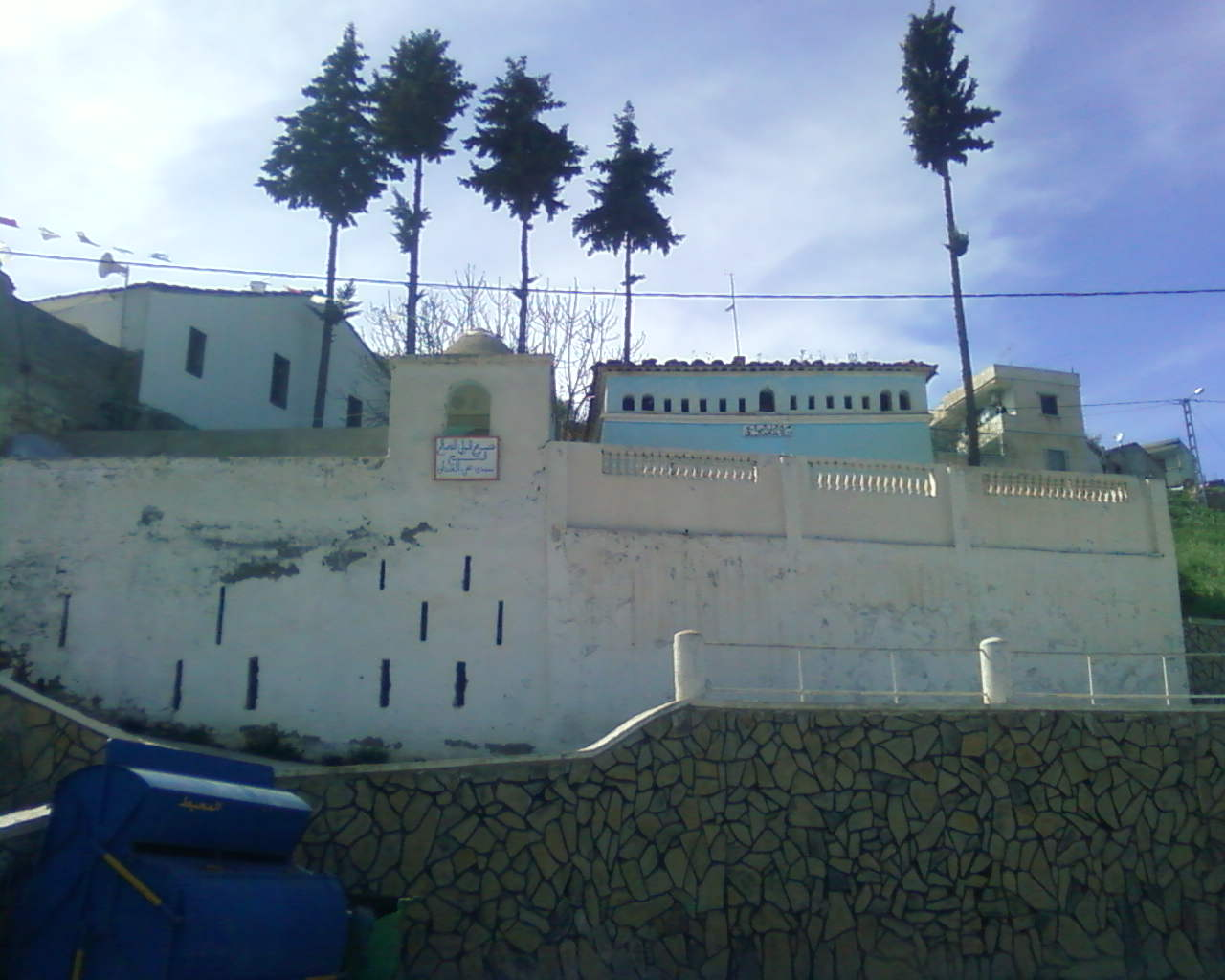
Le mausolée de Sidi Yahia El Aidli "Taqorabt"
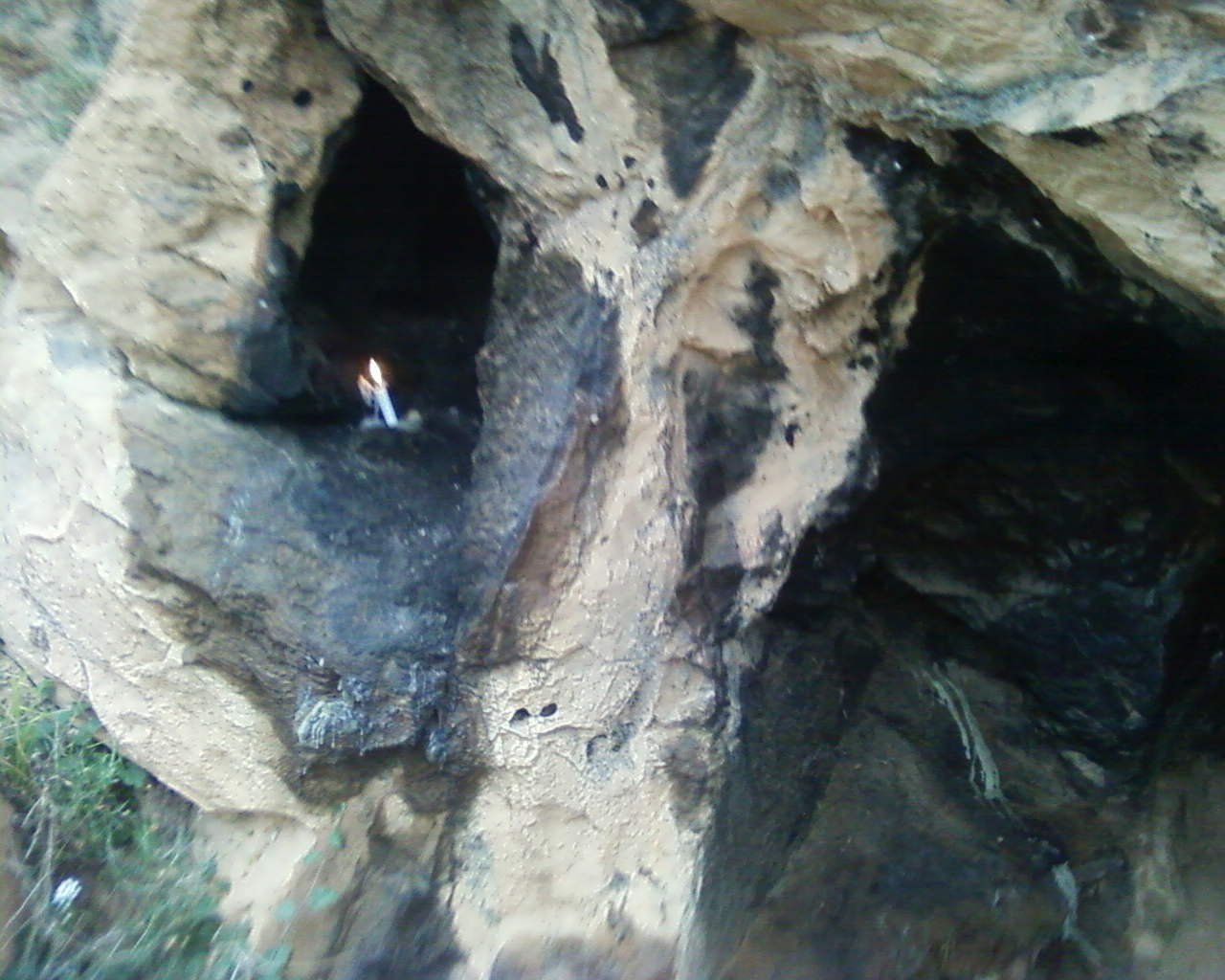
La retraite de Sidi Yahia El Aidli "Lxelwa"
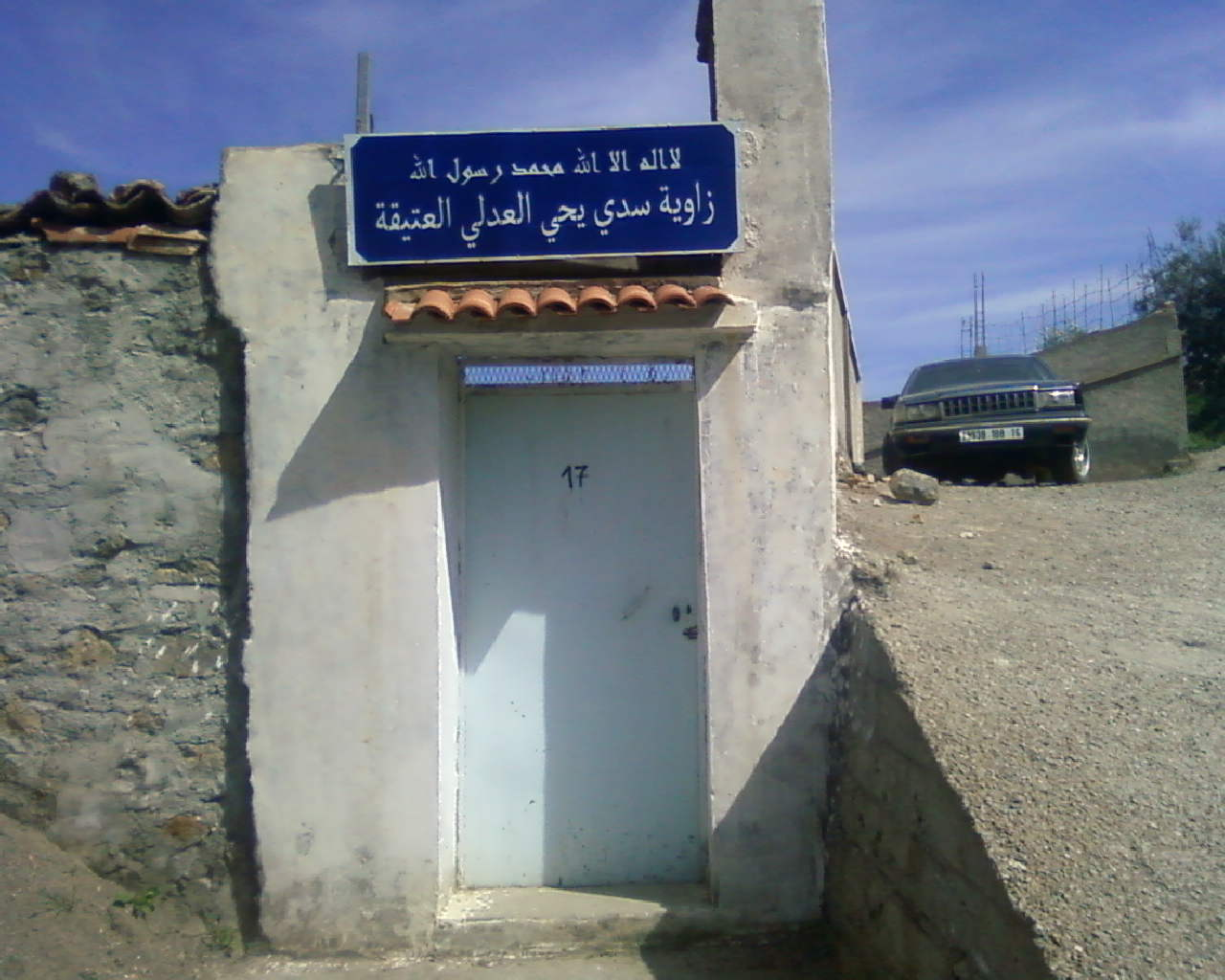
La zawïa de Sidi Yahia El Aidli de Tighilt